# Estadio Corregidora
Az Estadio Corregidora a mexikói Santiago de Querétaro város legnagyobb labdarúgó-stadionja, jelenleg a Querétaro Fútbol Club hazai pályája. Itt rendezték az 1986-os labdarúgó-világbajnokság több mérkőzését is. Nevét Josefa Ortiz de Domínguezről kapta, aki a 19. század elején Querétaro városvezetőjének (corregidorjának) felesége (tehát corregidora) volt és támogatta a mexikói függetlenségi háborút.

## Története
Querétaro állam kormányzója, Rafael Camacho Guzmán, már 1982-ben kifejezte kívánságát, hogy az állam fővárosába egy nagy stadiont építsenek. A fő cél az volt, hogy legyen egy olyan létesítmény, ahol megrendezhetik az 1986-os labdarúgó-világbajnokság néhány összecsapását. A tervezésre kiírt pályázatot Luis Alfonso Fernández Siurob építész nyerte meg.
Az építkezés 1983. március 17-én kezdődött, és a következő év utolsó napján fejeződött be. Az elkészült stadiont 1985. február 5-én avatta fel személyesen Mexikó akkori elnöke, Miguel de la Madrid. A nyitómérkőzésen Mexikó válogatottja 5–0-ra győzte le a vendég lengyeleket.
1986 és 1987 között a helyi, már megszűnt Cobras nevű csapat otthona volt, 1989-ben és 1990-ben az Atlante játszott itt, 1990-től 1994-ig a Querétaro, 1994-ben és 1995-ben a Tampico Madero, majd 2002-től ismét a Querétaro FC otthona.
2011-ben ez a stadion adott otthont az U17-es labdarúgó-világbajnokság E csoportjában 5, F csoportjában pedig egy mérkőzésnek is, valamint két nyolcad- és egy negyeddöntőt is itt rendeztek.

## Az épület
A több mint 34 000 ülőhellyel rendelkező stadiont 250 darab, 1500 wattos lámpa világítja meg. Felszerelték belső telefonvonalakkal, hangosítással, pályaöntöző berendezéssel, csapadékelvezető-rendszerrel, tartalék áramfejlesztőkkel, épült mellette 480 jármű számára magán- és 3547 számára közparkoló. A pályát hatféle különböző fűvel borították.

## Világbajnoki mérkőzések a stadionban
| Dátum            | Csapat #1 | Eredmény | Csapat #2     | Forduló     | Nézőszám |
| ---------------- | --------- | -------- | ------------- | ----------- | -------- |
| 1986. június 4.  | Uruguay   | 1–1      | NSZK          | E csoport   | 30 500   |
| 1986. június 8.  | NSZK      | 2–1      | Skócia        | E csoport   | 30 000   |
| 1986. június 13. | Dánia     | 2–0      | NSZK          | E csoport   | 36 000   |
| 1986. június 18. | Dánia     | 1–5      | Spanyolország | Negyeddöntő | 38 500   |